# Figites coriaceus
Figites coriaceus är en stekelart som beskrevs av Anders Gustav Dahlbom 1846. Figites coriaceus ingår i släktet Figites, och familjen glattsteklar. Arten är reproducerande i Sverige.